# Guadarrama (flod)
Río Guadarrama är en flod i Spanien. Floden är ett tillflöde till floden Tajo och rinner genom provinserna Madrid och Toledo, i den centrala delen av landet ett par mil väster om huvudstaden Madrid. Flodens lopp genom de två provinserna går i nästan nord-sydlig riktning. Medelhavsklimat råder i trakten.
Flodens källa ligger i Fuenfría-dalen, på en höjd av 2 000 meter, inom kommunen Cercedilla, på södra sidan av bergskedjan Guadarrama (Sistema Central). Guadarrama genomlöper därifrån provinsen Madrid på väg från sin högsta punkt till sitt halva lopp. På den lägre nivån fårar floden sedan genom Toledoprovinsen, och rinner efter 131 kilometers lopp till sist ut i Tajo.